# Dead Can Dance (album)
Dead Can Dance je debutové album vydané hudební skupinou Dead Can Dance v roce 1984. Toto album se velmi liší od pozdějších nahrávek skupiny, zvláště pokud jde o etnické prolínání. Obsahuje písně z let 1981–1984 a bývá charakterizováno jako gotické, industriální a případně i post-punkové.

## Skladby
1. The Fatal Impact – 3:21
2. The Trial – 3:42
3. Frontier – 3:13
4. Fortune – 3:47
5. Ocean – 3:21
6. East of Eden – 3:23
7. Threshold – 3:34
8. A Passage in Time – 4:03
9. Wild in the Woods – 3:46
10. Musica Eternal – 3:51

### Garden of the Arcane Delights
Následující skladby byly původně vydané v roce 1984 jako EP Garden of the Arcane Delights a později byly zahrnuté na CD vydání alba Dead Can Dance.
1. Carnival of Light – 3:31
2. In Power We Entrust the Love Advocated – 4:11
3. The Arcane – 3:49
4. Flowers of the Sea – 3:28